# Iridomyrmex chasei
Iridomyrmex chasei es una especie de hormiga del género Iridomyrmex, subfamilia Dolichoderinae. Fue descrita científicamente por Forel en 1902.
Se distribuye por Australia. Se ha encontrado a elevaciones de hasta 900 metros. Vive en microhábitats como troncos, forrajes y nidos.